# Paralelo 37 norte
El paralelo 37 norte es un paralelo situado a 37 grados al norte del ecuador terrestre. Atraviesa Europa, el mar Mediterráneo, África, Asia, el océano Pacífico, América del Norte y el océano Atlántico.
En esta latitud el Sol es visible durante 14 horas, 42 minutos hacia el solsticio de verano y durante 9 horas, 37 minutos hacia el solsticio de invierno.
El paralelo 37 norte está aproximadamente en el límite norte de la visibilidad de Canopus, una estrella de la constelación Carina, la segunda estrella más brillante del cielo nocturno. Junto con el paralelo 37 sur, es la latitud en la que la irradiancia solar es más cercana al promedio planetario, con mayor irradiancia solar hacia el ecuador y menor hacia el polo.

## Alrededor del mundo
Comenzando en el meridiano cero y, en dirección este, el paralelo 37° norte atraviesa:
| Coordenadas                        | País, territorio o mar | Notas |
| ---------------------------------- | ---------------------- | --- |
| 37°0′N 0°0′E / 37.000, 0.000       | Mar Mediterráneo       | |
| 37°0′N 6°15′E / 37.000, 6.250      | Argelia                | |
| 37°0′N 6°34′E / 37.000, 6.567      | Mar Mediterráneo       | |
| 37°0′N 7°15′E / 37.000, 7.250      | Argelia                | |
| 37°0′N 7°33′E / 37.000, 7.550      | Mar Mediterráneo       | |
| 37°0′N 8°52′E / 37.000, 8.867      | Túnez                  | |
| 37°0′N 10°11′E / 37.000, 10.183    | Mar Mediterráneo       | Golfo de Túnez |
| 37°0′N 10°53′E / 37.000, 10.883    | Túnez                  | Cabo Bon |
| 37°0′N 11°4′E / 37.000, 11.067     | Mar Mediterráneo       | Canal de Sicilia, pasando justo al norte de la isla de Pantelleria, Italia |
| 37°0′N 14°20′E / 37.000, 14.333    | Italia                 | Isla de Sicilia — Provincia de Ragusa — Provincia de Siracusa |
| 37°0′N 15°16′E / 37.000, 15.267    | Mar Jónico             | |
| 37°0′N 21°39′E / 37.000, 21.650    | Grecia                 | Peloponeso (Mesina) |
| 37°0′N 21°57′E / 37.000, 21.950    | Mar Jónico             | Golfo de Mesenia |
| 37°0′N 22°09′E / 37.000, 22.150    | Grecia                 | Peloponeso — Mesenia — Laconia |
| 37°0′N 23°0′E / 37.000, 23.000     | Mar Egeo               | Mar de Mirtos |
| 37°0′N 24°40′E / 37.000, 24.667    | Grecia                 | Isla de Sifnos |
| 37°0′N 24°44′E / 37.000, 24.733    | Mar Egeo               | |
| 37°0′N 25°1′E / 37.000, 25.017     | Grecia                 | Islas de Antiparos y Paros |
| 37°0′N 25°13′E / 37.000, 25.217    | Mar Egeo               | |
| 37°0′N 25°23′E / 37.000, 25.383    | Grecia                 | Isla de Naxos |
| 37°0′N 25°34′E / 37.000, 25.567    | Mar Egeo               | |
| 37°0′N 26°26′E / 37.000, 26.433    | Grecia                 | Isla de Levita |
| 37°0′N 26°30′E / 37.000, 26.500    | Mar Egeo               | |
| 37°0′N 26°55′E / 37.000, 26.917    | Grecia                 | Isla de Kálimnos |
| 37°0′N 27°3′E / 37.000, 27.050     | Mar Egeo               | |
| 37°0′N 27°15′E / 37.000, 27.250    | Turquía                | |
| 37°0′N 27°47′E / 37.000, 27.783    | Mar Egeo               | |
| 37°0′N 28°13′E / 37.000, 28.217    | Turquía                | Atraviesa Adana y Nizip |
| 37°0′N 40°25′E / 37.000, 40.417    | Siria                  | |
| 37°0′N 42°18′E / 37.000, 42.300    | Irak                   | |
| 37°0′N 44°16′E / 37.000, 44.267    | Turquía                | Distrito de Şemdinli (durante unos 7 kilómetros (4,3 mi)) |
| 37°0′N 44°20′E / 37.000, 44.333    | Irak                   | |
| 37°0′N 44°54′E / 37.000, 44.900    | Irán                   | |
| 37°0′N 50°32′E / 37.000, 50.533    | Mar Caspio             | |
| 37°0′N 54°0′E / 37.000, 54.000     | Irán                   | |
| 37°0′N 60°3′E / 37.000, 60.050     | Turkmenistán           | |
| 37°0′N 64°47′E / 37.000, 64.783    | Afganistán             | |
| 37°0′N 67°56′E / 37.000, 67.933    | Tayikistán             | |
| 37°0′N 68°10′E / 37.000, 68.167    | Afganistán             | |
| 37°0′N 71°28′E / 37.000, 71.467    | Tayikistán             | |
| 37°0′N 72°28′E / 37.000, 72.467    | Afganistán             | |
| 37°0′N 74°34′E / 37.000, 74.567    | Pakistán               | Gilgit-Baltistan - reclamado por India |
| 37°0′N 74°50′E / 37.000, 74.833    | China                  | Xinjiang - durante unos 14 kilómetros (8,7 mi) |
| 37°0′N 75°0′E / 37.000, 75.000     | Pakistán               | Gilgit-Baltistan - durante unos 14 kilómetros (8,7 mi), reclamado por India |
| 37°0′N 75°9′E / 37.000, 75.150     | China                  | Xinjiang Qinghai Gansu Ningxia Gansu Shaanxi Shanxi Hebei Shandong |
| 37°0′N 122°32′E / 37.000, 122.533  | Mar Amarillo           | Bahía de Asan |
| 37°0′N 126°20′E / 37.000, 126.333  | Corea del Sur          | Provincia de Chungcheong del Sur Provincia de Gyeonggi - atravesando Pyeongtaek, Anseong Provincia de Chungcheong del Norte - pasando justo al norte de Chungju Provincia de Gyeongsang del Norte |
| 37°0′N 129°25′E / 37.000, 129.417  | Mar de Japón           | |
| 37°0′N 136°46′E / 37.000, 136.767  | Japón                  | Isla de Honshū: — Prefectura de Ishikawa |
| 37°0′N 137°3′E / 37.000, 137.050   | Mar de Japón           | Bahía de Toyama |
| 37°0′N 137°42′E / 37.000, 137.700  | Japón                  | Isla de Honshū: — Prefectura de Niigata — Prefectura de Nagano — Prefectura de Niigata — Gunma Prefecture − durante unos 10 kilómetros (6,2 mi) — Prefectura de Niigata − durante unos 7 kilómetros (4,3 mi) — Prefectura de Fukushima — Prefectura de Tochigi — Prefectura de Ibaraki — Prefectura de Fukushima |
| 37°0′N 140°59′E / 37.000, 140.983  | Océano Pacífico        | |
| 37°0′N 122°11′O / 37.000, -122.183 | Estados Unidos         | California - tocando tierra en Bonny Doon Beach justo al norte de Santa Cruz Nevada Límite entre Utah / Arizona Límite entre Colorado / New Mexico Límite entre Colorado / Oklahoma Límite entre Kansas / Oklahoma Missouri Illinois (en su punto más meridional) Kentucky - atravesando Bowling Green y justo al sur de Paducah Virginia - atravesando el túnel del puente de la Bahía de Chesapeake (concretamente, el puente entre los túneles) |
| 37°0′N 76°18′O / 37.000, -76.300   | Océano Atlántico       | |
| 37°0′N 25°10′O / 37.000, -25.167   | Portugal               | Isla de Santa María en las Azores |
| 37°0′N 25°3′O / 37.000, -25.050    | Océano Atlántico       | |
| 37°0′N 8°57′O / 37.000, -8.950     | Portugal               | Punta de Sagres |
| 37°0′N 8°56′O / 37.000, -8.933     | Océano Atlántico       | |
| 37°0′N 7°59′O / 37.000, -7.983     | Portugal               | Cabo de Santa María |
| 37°0′N 7°50′O / 37.000, -7.833     | Océano Atlántico       | Golfo de Cádiz |
| 37°0′N 5°56′O / 37.000, -5.933     | España                 | Pasa justo al norte de Las Cabezas de San Juan |
| 37°0′N 6°32′O / 37.000, -6.533     | España                 | Pasa justo al sur de Antequera |
| 37°0′N 1°53′O / 37.000, -1.883     | Mar Mediterráneo       | |

## Estados Unidos

El paralelo 37 que define las fronteras entre los estados de los Estados Unidos.

En Estados Unidos, el paralelo define los límites meridionales de los estados de Utah, Colorado y Kansas, y los límites septentrionales de los estados de Arizona, Nuevo México y Oklahoma. Se remonta a la Ley Kansas-Nebraska de 1854, cuando el Congreso dividió el territorio no organizado en Kansas y Nebraska al norte del paralelo 37 y el resto del territorio indio al sur. Antes de eso, se pensaba que la línea era el límite entre las reservas Cherokee y Osage: las 2,46 millas (4 km) de discrepancia resultaron en la creación de la Franja Cherokee. El Congreso extendió la línea hacia el oeste hasta el Territorio de Nuevo México, definiendo así qué estados y territorios constituirían el sur de Estados Unidos entre los ríos Colorado y Mississippi, y creando lo que más tarde se convirtió en el Mango de Oklahoma.
Los lugares emblemáticos del paralelo 37 incluyen Santa Cruz, California; Gilroy, California; Madera, California; Cráter Ubehebe en el Valle de la Muerte; Ciudad de Colorado, Arizona; las Cuatro Esquinas en la intersección con el meridiano 32 al oeste de Washington (el único lugar donde cuatro estados de Estados Unidos se encuentran en un punto); El Cairo, Illinois; Bowling Green, Kentucky; y Newport News y Hampton, Virginia. Entra en la Bahía de Chesapeake en la entrada/salida más al norte del túnel del puente de Hampton Roads y en el punto más al sur de Old Point Comfort en la antigua base militar, Ft. Monro.
El paralelo 37° norte formaba el límite sur del histórico y extralegal Territorio de Jefferson.